# Тарабай
Тараба́й (рос. Тарабай, чув. Тарапай) — присілок у Чувашії Російської Федерації, у складі Атнарського сільського поселення Красночетайського району.
Населення — 353 особи (2010; 409 в 2002, 677 в 1979, 1030 в 1939, 1008 в 1926, 713 в 1897, 506 в 1869, 165 в 1795). Національний склад — чуваші, росіяни.
Національний склад (2002):
- чуваші — 98 %

## Історія
Історична назва — Тарапкаси. Заснований 18 століття як виселок села Четаєво (нині Красні Четаї). До 1835 року селяни мали статус державних, до 1863 року — удільних, займались землеробством, тваринництвом. На початку 20 століття діяло 8 вітряків, кузня, церковнопарафіяльна школа. 1929 року створено колгосп «Агроном». До 1918 року присілок входив до складу Курмиської волості (у період 1835–1863 років у складі Курмиського удільного приказу), до 1920 року — Красночетаївської волості Курмиського, до 1927 року — Ядринського повітів. З переходом на райони 1927 року — спочатку у складі Красночетайського, у період 1962–1965 років — у складі Шумерлинського, після чого знову переданий до складу Красночетайського району.

## Господарство
У присілку діють фельдшерсько-акушерський пункт, стадіон та 2 магазини.